# Lämmerbuckeltunnel
Der Lämmerbuckeltunnel an der Nordwestflanke der Schwäbischen Alb ist ein 625 m langer und 7,5 m breiter Tunnel am Albaufstieg der Bundesautobahn 8 bei Wiesensteig im Landkreis Göppingen in Baden-Württemberg. Er ist nach dem Nasenfelstunnel der zweitälteste Autobahntunnel Deutschlands, der noch in Betrieb ist. Im Tunnel gilt ein Tempolimit von 100 km/h.

## Geographische Lage
Der Lämmerbuckeltunnel, der im Rahmen der Bundesautobahn 8 ein Teil der zweispurigen Richtungsfahrbahn von Stuttgart nach Ulm ist, führt auf durchschnittlich etwa 760 m ü. NN durch die 800,6 m ü. NN hohe Ostflanke des Lämmerbuckels (819,6 m ü. NN), der sich größtenteils unbewaldet zwischen Wiesensteig im Nordnordwesten und Hohenstadt im Ostsüdosten befindet.

## Geschichte

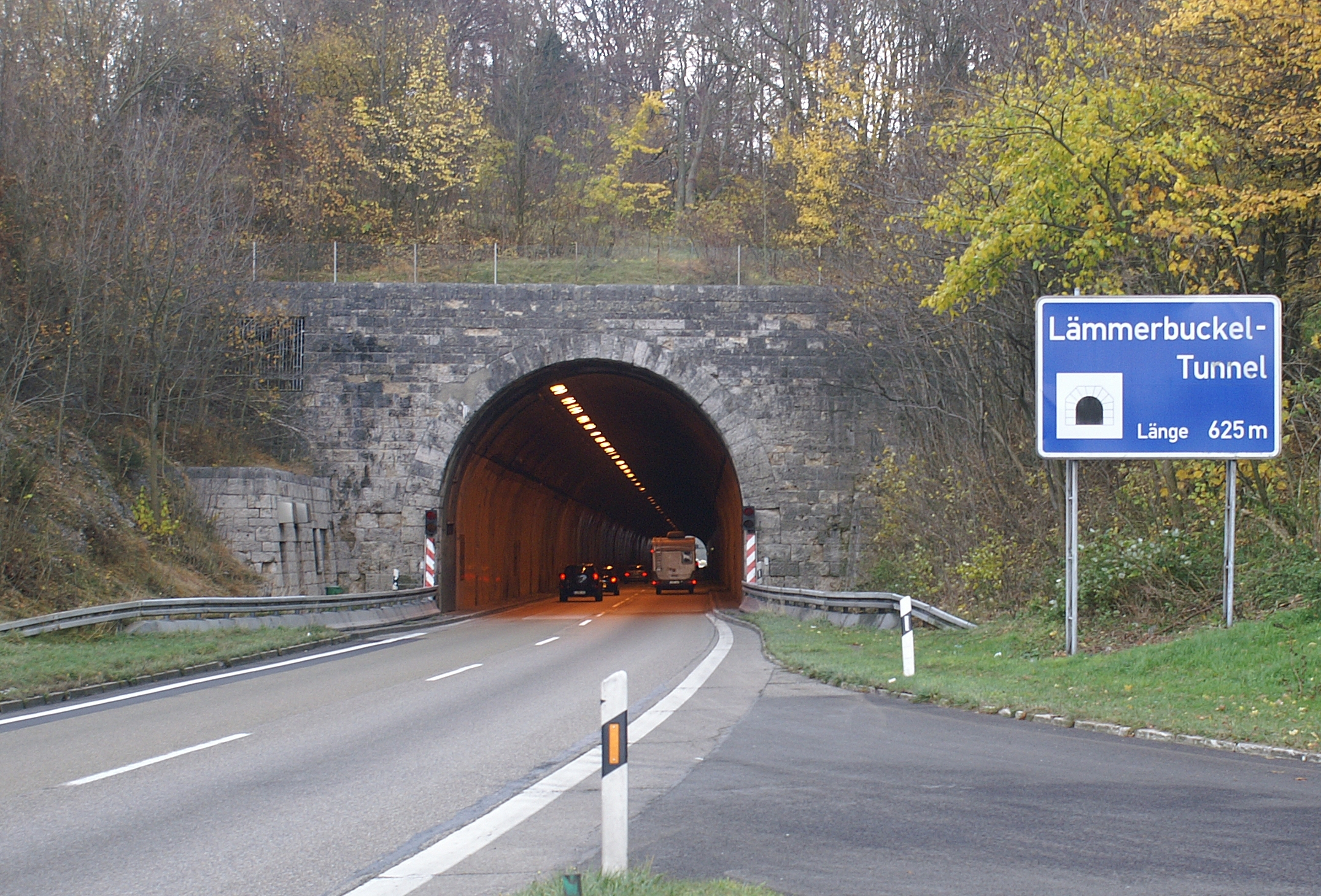
Westportal (2008)

Mit dem Bau des zweispurigen Lämmerbuckeltunnels wurde im Herbst 1937 begonnen, im Sommer 1938 erfolgte der Tunneldurchbruch, 1942 wurde die Fahrbahn fertiggestellt. Danach wurden jedoch an den Eingängen schwere Eisentore angebracht und der Tunnel zur Rüstungsfabrik für Kompressoren und Flugmotoren (Fa. Heller und Daimler-Benz) umfunktioniert. Die Lage war ideal, da diese Fabrik aus der Luft nahezu unsichtbar und bombensicher war. Für diesen Zweck wurden auch eine Heizungsanlage und Wohnanlagen eingerichtet. Das Grundstück über dem Lämmerbuckeltunnel gehört noch heute dem Daimler-Konzern, der direkt über dem Tunnel kurz nach dem Zweiten Weltkrieg ein Schulungszentrum errichtete und dort bis heute betreibt.
Erst im Mai 1957 war der restliche Aufstieg der Autobahn fertig, sodass der Tunnel seinem ursprünglichen Zweck übergeben werden konnte.
2011 wurde der Tunnel saniert. Dabei wurde die aus Keramikfliesen bestehende Innenverkleidung entfernt und sicherheitstechnische Nachrüstungen (Videoüberwachung, Notrufnischen, Schranken etc.) vorgenommen. Für die Bauarbeiten wurde der Albaufstieg an mehreren Wochenenden für den Verkehr gesperrt.
Von 2018 bis 2020 wurden zwei Rettungsstollen mit einer Länge von jeweils 140 Metern gebaut. Dadurch verkürzen sich die Fluchtwege auf maximal 300 Meter.